# Cratere Atea
Atea è un cratere presente sulla superficie dell'asteroide 243 Ida.